# Juvenal Galeno
Juvenal Galeno da Costa e Silva (Fortaleza, 27 de setembro de 1838 — 7 de março de 1931) foi um escritor brasileiro. Juvenal Galeno era Cavaleiro da Ordem de Cristo.

## Biografia
Galeno era primo pelo lado paterno de Capistrano de Abreu e Clóvis Beviláqua e pelo lado materno de Rodolfo Teófilo. É considerado o fundador do primeiro jornal puramente literário no Ceará. Escreveu numerosas poesias assim como a obra crítica Lendas e Canções Populares. Seu livro Prelúdios Poéticos de 1856 é considerado como “marco inicial do Romantismo no Ceará”. “Ingressou como alferes nos quadros da Guarda Nacional, como também no Partido Liberal, em cujo jornal passou a colaborar”, entre outras coisas.